# Beşiktaş Jimnastik Kulübü 2018-2019 (pallacanestro maschile)
Questa voce raccoglie le informazioni riguardanti la sezione cestistica del Beşiktaş Jimnastik Kulübü nelle competizioni ufficiali della stagione 2018-2019.

## Stagione
La stagione 2018-2019 del Beşiktaş Jimnastik Kulübü è la 51ª nel massimo campionato turco di pallacanestro, la Basketbol Süper Ligi.
All'inizio della nuova stagione la Federazione decise di modificare il regolamento riguardo al numero di giocatori stranieri consentiti per ogni squadra che così venne ridotto a cinque.

## Roster
Aggiornato all'8 novembre 2024.
| Beşiktaş Sompo Japan 2018-19 | Beşiktaş Sompo Japan 2018-19 |
| Giocatori                    | Staff tecnico                |
| ---------------------------- | ---------------------------- |

| N. | Naz.                                   | Ruolo | Nome                 | Anno | Alt.   | Peso   |  |
| -- | -------------------------------------- | ----- | -------------------- | ---- | ------ | ------ |  |
| 1  | Stati Uniti (bandiera)                 | P     | Phil Pressey         | 1991 | 180 cm | 82 kg  |  |
| 2  | Turchia (bandiera)                     | AP    | Erkan Veyseloğlu (C) | 1983 | 200 cm | 93 kg  |  |
| 4  | Turchia (bandiera)                     | P     | Ömer Al              | 1998 | 181 cm | 79 kg  |  |
| 6  | Turchia (bandiera)                     | G     | Leon Apaydın         | 1999 | 194 cm |        |  |
| 7  | Turchia (bandiera)                     | G     | Enes Taşkıran        | 1997 | 193 cm | 86 kg  |  |
| 9  | Turchia (bandiera)                     | AG    | Samet Geyik          | 1993 | 206 cm | 98 kg  |  |
| 11 | Stati Uniti (bandiera)                 | AC    | Joe Alexander        | 1986 | 203 cm | 100 kg |  |
| 12 | Germania (bandiera)                    | A     | Robin Benzing        | 1989 | 210 cm | 108 kg |  |
| 17 | Serbia (bandiera) · Turchia (bandiera) | C     | Duşan Çantekin       | 1990 | 221 cm | 112 kg |  |
| 19 | Turchia (bandiera)                     | AG    | Burak Can Yıldızlı   | 1994 | 202 cm | 82 kg  |  |
| 22 | Stati Uniti (bandiera)                 | G     | Kyle Gibson          | 1987 | 196 cm | 93 kg  |  |
| 23 | Turchia (bandiera)                     | GA    | Can Maxim Mutaf      | 1991 | 193 cm | 95 kg  |  |
| 25 | Kosovo (bandiera) · Turchia (bandiera) | P     | Kenan Sipahi         | 1995 | 197 cm | 88 kg  |  |
| 26 | Croazia (bandiera)                     | C     | Ivan Buva            | 1991 | 208 cm | 113 kg |  |
| 34 | Stati Uniti (bandiera)                 | G     | Jason Rich           | 1986 | 191 cm | 94 kg  |  |

| Allenatore                                                                                      |
| - Duško Ivanović                                                                                |
| Assistente/i                                                                                    |
| - Murat Bilge - Aleix Duran - Cemal Kartal Legenda - (C) Capitano - (IN) Inattivo - Infortunato |

## Mercato

### Sessione estiva
| Acquisti | Acquisti           | Acquisti          | Acquisti      | Acquisti |
| R.a      | Nome               | da                | Modalità      |          |
| -------- | ------------------ | ----------------- | ------------- | -------- |
| P        | Phil Pressey       | Barcellona        | definitivo    |          |
| G        | Leon Apaydın       | Yesilgiresun      | definitivo    |          |
| G        | Kyle Gibson        | Budućnost         | definitivo    |          |
| G        | Enes Taşkıran      | Yesilgiresun      | fine prestito |          |
| A        | Robin Benzing      | s.Oliver Wurzburg | definitivo    |          |
| AG       | Joe Alexander      | Hapoel Holon      | definitivo    |          |
| AG       | Burak Can Yıldızlı | T. Büyükçekmece   | definitivo    |          |
| C        | Ivan Buva          | Anhui Wenyi       | definitivo    |          |
| C        | Duşan Çantekin     | Yesilgiresun      | definitivo    |          |

| Cessioni | Cessioni        | Cessioni      | Cessioni       | Cessioni |
| R.       | Nome            | a             | Modalità       |          |
| -------- | --------------- | ------------- | -------------- | -------- |
| P        | Muratcan Güler  |               | ritirato       |          |
| PG       | Josh Adams      | Shanxi Loongs | fine contratto |          |
| G        | D.J. Strawberry | Gran Canaria  | fine contratto |          |
| AP       | Jon Diebler     | Darüşşafaka   | fine contratto |          |
| AP       | Kyle Weems      | Tofaş Bursa   | fine contratto |          |
| AG       | Earl Clark      | Budućnost     | fine contratto |          |
| C        | Semih Erden     | İstanbul B.B. | fine contratto |          |
| C        | Cady Lalanne    | Manresa       | fine contratto |          |
| C        | Juan Palacios   | Élan Chalon   | fine contratto |          |
| C        | Sertaç Şanlı    | Anadolu Efes  | fine contratto |          |

### Dopo l'inizio della stagione
| Acquisti | Acquisti   | Acquisti   | Acquisti        | Acquisti   |
| R.       | Nome       | da         | Data            | Modalità   |
| -------- | ---------- | ---------- | --------------- | ---------- |
| G        | Jason Rich | Free agent | 17 ottobre 2018 | definitivo |

| Cessioni | Cessioni   | Cessioni   | Cessioni       | Cessioni    |
| R.       | Nome       | a          | Data           | Modalità    |
| -------- | ---------- | ---------- | -------------- | ----------- |
| G        | Jason Rich | Free agent | aprile 2019    | rescissione |
| C        | Ivan Buva  | Free agent | 30 aprile 2019 | rescissione |